# Chiesa di Sant'Agostino (Como)
La chiesa di Sant'Agostino è un luogo di culto cattolico di Como, dedicato all'omonimo santo. È l'unica chiesa in stile gotico cistercense della città.
Al proprio interno è conservata la tela della Nascita di Maria del Morazzone.

## Storia
La chiesa fu costruita nel Trecento da alcuni monaci agostiniani provenienti dal convento di San Tommaso a Civiglio. Il terreno per la costruzione della struttura fu donato dalla famiglia di un tal Pietro Pioppi, sepolto in chiesa nel 1393.
Da un punto di vista cronologico, la chiesa costituì il terzo edificio sacro costruito in Como dagli ordini mendicanti, preceduta solo da quelle che allora erano la chiesa di San Francesco e la chiesa di San Giovanni in Pedemonte. Consacrata tra il 1379 e il 1384, l'edificio funse da chiesa dell'attiguo monastero, ampliato nel corso del Seicento e soppresso nel 1772 nell'ambito delle soppressioni conventuali decretate da Giuseppe II d’Asburgo-Lorena. Del complesso monastico facevano parte un cimitero e due chiostri, accessibili attraverso due porte (una delle quali ancora oggi visibile, seppur murata) realizzate in un muro che un tempo si trovava proprio davanti alla chiesa, sullo stesso livello dove oggi passa la strada.
Con la demolizione della vicina chiesa di Sant'Antonino (attestata come sede di parrocchia già nel 1442), nel 1773 la chiesa di Sant'Agostino fu elevata al rango di parrocchiale dell'omonimo borgo e, per questa ragione, rimaneggiata in stile neoclassico. Alcune modifiche si erano tuttavia già registrate nel corso del secolo precedente, con la realizzazione di cinque cappelle stuccate, affrescate e dotate di altari in legno.
Nel 1893, la parrocchia della chiesa di Sant'Agostino risultava estendersi alla chiesa di San Giuliano, all'oratorio di San Filippo (che nel giro di qualche anno sarebbe stato sostituito dall'omonima chiesa, allora in costruzione nel luogo dove oggi si trova il parcheggio dell'ospedale Valduce), all'oratorio della Madonna Addolorata (attiguo allo stesso ospedale), e all'oratorio di San Carlo in Geno (già dedicato dapprima a San Zenone poi a San Clemente). Nel territorio parrocchiale ricadeva peraltro anche la frazione Nosetta, che dal XVIII secolo ospita una cappella mariana a cui i residenti divennero particolarmente devoti a seguito di un'epidemia di colera occorsa nel 1836. 
Le modifiche neoclassiche alla chiesa di Sant'Agostino furono cancellate durante una campagna di restauro portata aventi durante gli anni ’60 del Novecento, durante la quale vennero riscoperti sia gli affreschi realizzati a cavallo tra i secoli XIV e XV sia le originarie capriate in legno del soffitto.
Nel 1995, la facciata che fino ad allora si presentava con un aspetto a finte pietre di colore giallo, fu ritinteggiata recuperando le tonalità dell'intonaco cinquecentesco e l'antica policromia delle lesene.

## Descrizione

### Esterni
La chiesa si presenta con una facciata a salienti, dotata di tre pinnacoli e decorata da lesene policrome che suggeriscono la suddivisione interna a tre navate. Nella porzione centrale della facciata, un finto rosone ligneo ottocentesco sormonta il quattrocentesco portale in pietra, decorato a motivi floreali. Sopra al portale, la lunetta conserva lacerti di un affresco tardoquattrocentesco, raffigurante una Madonna col Bimbo tra i santi Agostino, Monica, Nicola da Tolentino e la beata Maddalena Albrici. Questo affresco è attribuito ad Andrea De Passeri. 
Nella parte posteriore della chiesa, l'esterno della sacrestia ospita un campanile con pietre a vista.

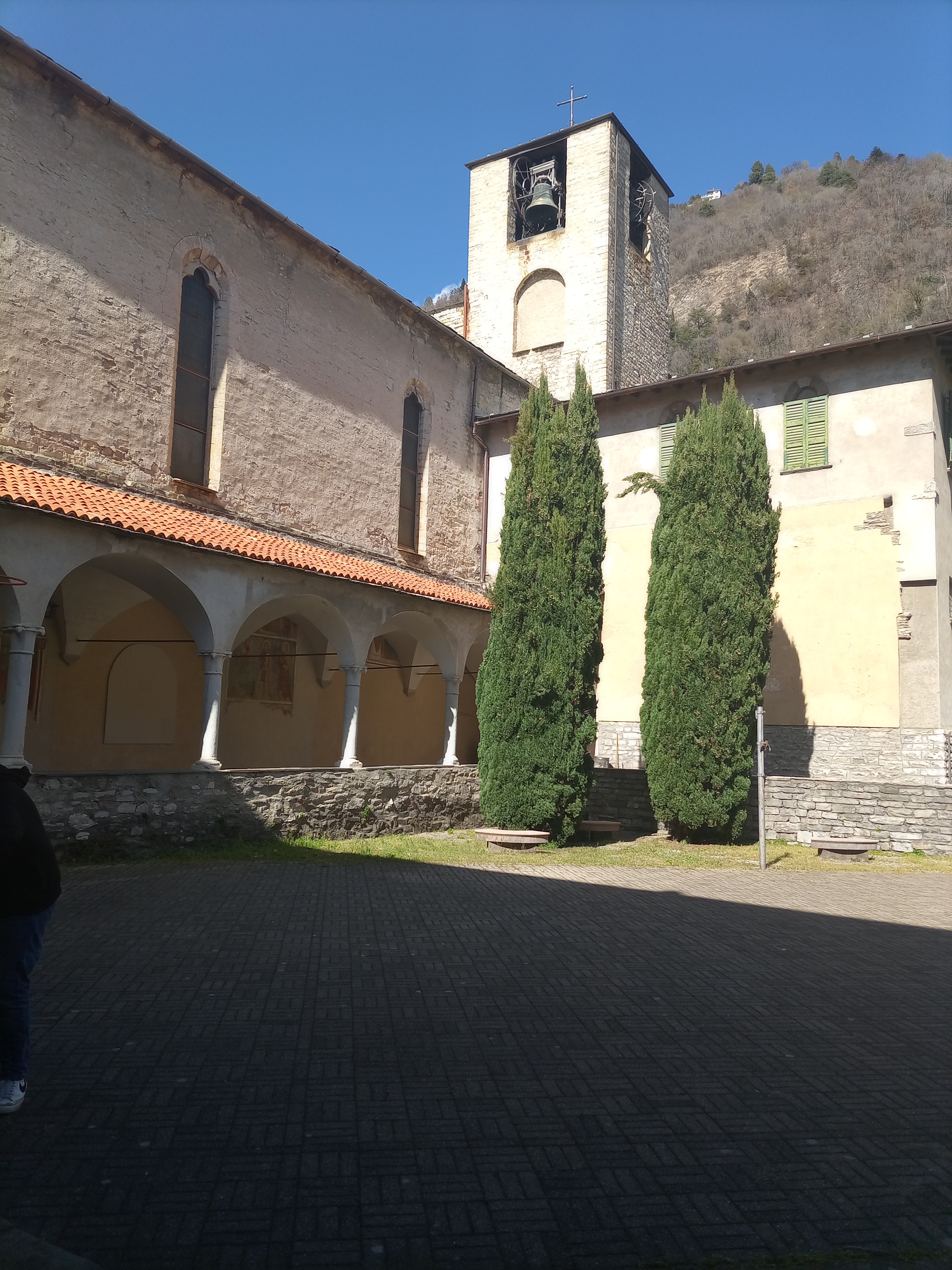
chiostro

#### Resti del monastero
Sul lato sud della chiesa si trovano i resti di due chiostri rimaneggiati nel XVI secolo. Del chiostro esterno - quello più moderno - restano oggi sette campate, mentre del chiostro interno sono visibili solo tre lati.
Sulle pareti dei chiostri è possibile osservare tracce di affreschi databili alla fine del XIV secolo, opere realizzate dal De Passeri. La "firma" del pittore è identificabile nel passerotto tenuto in mano dal bambin Gesù, nell'affresco che lo ritrae in braccio alla Madonna (parzialmente visibile) e in compagnia di san Gerolamo, di santa Caterina d'Alessandria e del committente dell'opera. Un altro degli affreschi, mutilato nella parte alta da una delle volte del chiostro, presenta i santi Pietro e Agostino; sotto a questi, i santi Bartolomeo, Fermo e Tommaso.

Tra le opere conservate nell'antico refettorio, oltre a un San Francesco attribuito a Pier Francesco Mazzucchelli, spicca un Cenacolo di Sant’Agostino con dodici suoi monaci santi, affresco ispirato a un'analoga opera conservata nell'ex-convento della Chiesa di Santa Maria delle Grazie a Gravedona. Eseguito nel 1620, l'affresco del refettorio di Sant'Agostino fu strappato dalla sua sede originaria nel 1876, in seguito a un terremoto. Nonostante la critica sia solita attribuire questo affresco a Giovanni Paolo Recchi,  questa attribuzione è tutt'altro che certa, essendo state riscontrate sia incongruenze stilistiche con altre opere dello stesso autore sia elementi che rimandano agli stili di Domenico Caresana e Isidoro Bianchi. 

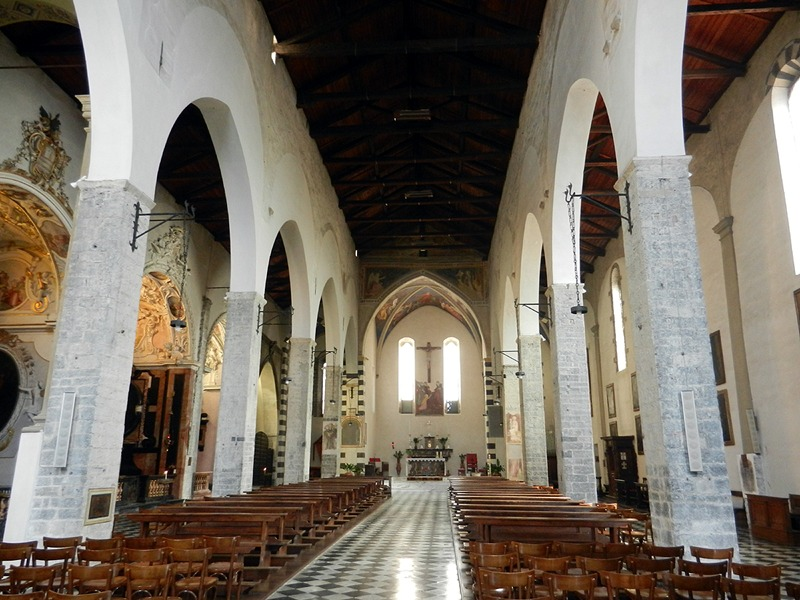
L'interno

### Interni
All'interno, le tre navate terminano in altrettante absidi piatte, dotate di costoloni e sormontate da archi a sesto acuto. Il presbiterio ospita alcuni affreschi tardotrecenteschi, raffiguranti alcuni Profeti, quel che resta di una Crocifissione e un'Annunciazione coi profeti Geremia e Isaia. Al XIV secolo risalgono anche gli affreschi che raffigurano, oltre al santo titolare della chiesa, altri santi come Pietro, Bartolomeo e Tommaso. Al tempo della visita pastorale di Feliciano Niguarda (ultimo quarto del Cinquecento), il presbiterio era invece riccamente decorato da affreschi raffiguranti alcuni episodi della vita di Sant'Agostino.

#### Lato sinistro
La navata di sinistra ospita sei cappelle gentilizie, decorate in stile rinascimentale e barocco.

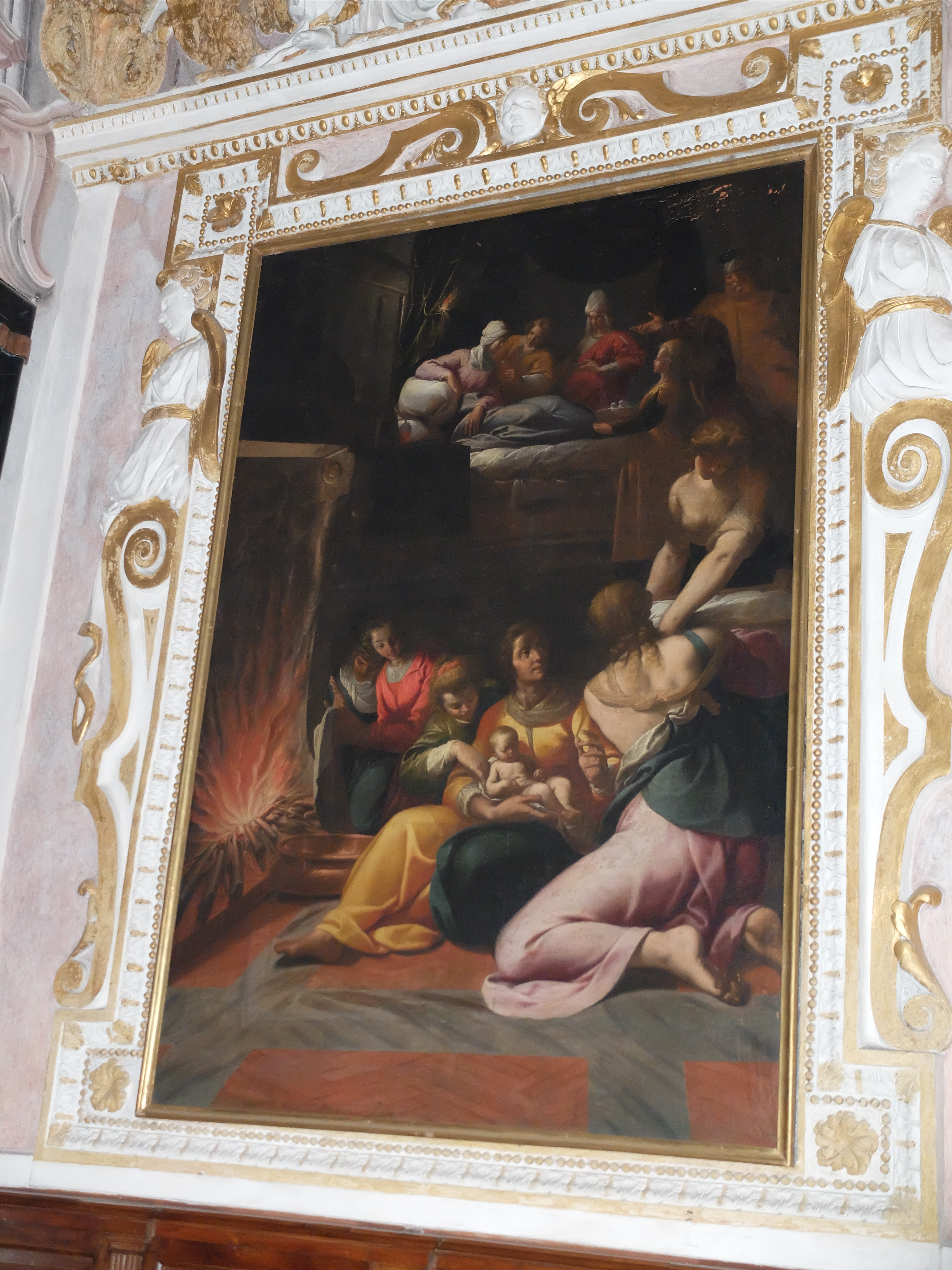
Nascita di Maria, Morazzone

La prima cappella conserva una statua ivi trasportata attorno al 1791 dalla vicina ex-chiesa di sant'Antonio abate, scultura che rappresenta proprio quest'ultimo santo. La seconda cappella, dedicata alla Madonna della Cintura, ospita affreschi e quadri realizzati nel 1612 dal Morazzone, tra i quali spicca la tela della Nascita di Maria. Un altro di questi dipinti del Morazzone raffigura l'episodio delle Nozze di Cana. La terza cappella, un tempo patrocino della famiglia Somigliana, conserva affreschi di Pietro Bianchi, oltre a una Deposizione dipinta da Francesco Innocenzo Torriani. La quarta cappella è dedicata a san Nicola da Tolentino, mentre la quinta alla Sacra famiglia di Nazareth. Quest'ultima cappella ospita una tela raffigurante Il sogno di San Giuseppe, opera attribuita a Daniele Crespi.

#### Lato destro
Sulla parete di destra trovano posto una serie di quadri:
- una Madonna con Santi di Simone Peterzano,[3][5]
- una Madonna col Bambino e i santi Fermo e Lorenzo di Giulio Calvi (1590),[3]
- otto dipinti raffiguranti altrettanti beati comaschi e santi (opere attribuite ai fratelli pittori Recchi),
- un Gesù presentato a Pilato (1590),[3]
- una pala d'altare dedicata a Sant'Antonino.[3][5]